# Edmond Baudoin
Edmond Baudoin (Nice, 23 de abril de 1942) é um quadrinista e ilustrador francês. Começou sua carreira com quase quarenta anos, publicando seus primeiros livros pela editora francesa Futuropolis em 1981. Em 1992, ganhou seu primeiro prêmio do Festival de Angoulême pelo álbum Couma acò. Foi premiado no festival mais duas vezes, como melhor roteirista, em 1997 (por Le voyage) e 2001 (por Les quatre fleuves). Entre 1999 e 2003, Baudoin foi professor de artes na Universidade de Quebec. Em 2020, a edição brasileira de seu romance gráfico Travesti (Veneta), baseado no romance homônimo de Mircea Cărtărescu, ganhou o Troféu HQ Mix de melhor adaptação para os quadrinhos.